# John Howard (Leichtathlet, 1888)
John Armstrong Howard (* 6. Oktober 1888 in Winnipeg; † 10. Januar 1937 ebenda) war ein kanadischer Leichtathlet, dessen Spezialdisziplin der Sprint war.
John Howard wuchs als Sohn eines Barbiers in Winnipeg auf. Er bekam eine Ausbildung als Mechaniker und spielte Baseball. Seine Leidenschaft war jedoch die Leichtathletik, insbesondere der Sprint.
Howard wurde zur dominierenden Persönlichkeit im kanadischen Sprint. 1913 wurde er kanadischer Meister über 100 und 220 Yards. Er wurde der erste schwarze Teilnehmer Kanadas an Olympischen Spielen. Seine Berufung in die Olympiaauswahl löste Kontroversen aus. So war ihm untersagt, auf der Reise nach Stockholm zusammen mit seinen Mannschaftskameraden zu essen. Er durfte zudem auch nicht im gleichen Hotel logieren.
In Stockholm startete er über beide Sprintstrecken und in beiden Staffeln. Sowohl im 100-Meter-Lauf als auch im 200-Meter-Lauf schied er jeweils im Halbfinale aus, was auf eine Magenerkrankung zurückzuführen ist. Auch mit der 100-Meter-Staffel scheiterte er im Halbfinale, wobei man der deutschen Mannschaft mit 1,2 Sekunden Rückstand unterlag. In der 400-Meter-Staffel schied er als zweiter Läufer gegen den späteren Olympiasieger USA in der ersten Runde aus.
Während des Ersten Weltkrieges diente John Howard im Kanadischen Expeditionskorps in Frankreich. 1919 nahm er an den Interalliierten Spielen in Paris teil und gewann die Bronzemedaille im 100-Meter-Lauf.
Nach dem Ende seiner Sportlerkarriere arbeitete John Howard sechs Jahre lang für Canadian National Railway, danach bewirtschaftete er eine Ranch in den Riding Mountains. Zudem arbeitete er als Boxtrainer.
John Howard ist der Großvater des kanadischen Sprinters Harry Jerome, der 1964 in Tokio Bronze über 100 Meter gewinnen konnte. Im Jahre 2004 wurde Howard in die Manitoba Sports Hall of Fame aufgenommen.